# Premi Bartolomé Hidalgo
Premi Bartolomé Hidalgo (en espanyol: Premio Bartolomé Hidalgo) van ser creats per guardonar als escriptors uruguaians i estrangers que editen a Uruguai. Els premis són atorgats per la Cambra Uruguaiana del Llibre (Cámara Uruguaya del Libro, CUL).
Els Premis Bartolomé Hidalgo són considerats els més importants de la literatura d'Uruguai.
Es lliuren anualment a la Fira Internacional del Llibre d'Uruguai (Feria Internacional del Libro de Uruguay). Les categories premiades en l'actualitat són: narrativa (novel·la i conte), poesia, literatura infantil i juvenil, d'història nacional, polític periodístic, assaig i crítica literària.

## Categories
- Poesia
- Infantil Narrativa
- Àlbum infantil
- Investigació i difusió científica
- Narrativa
- Assaig Històric
- Assaig Periodístic i polític
- Revelació